# Jorge Alemán
Jorge Alemán Lavigne (Buenos Aires, 30 de marzo de 1951) es un psicoanalista de orientación lacaniana y escritor de origen argentino. 
Ha publicado numerosos libros y artículos en prensa y revistas de ámbito internacional que dan cuenta de un pensamiento singular en el cruce entre psicoanálisis, filosofía y política, así como diversos libros de poesía. Sus obras han sido traducidas al francés, italiano, ruso, inglés y portugués.  

## Biografía
En 1976 se exilió en España, con 25 años de edad. Desde esa fecha vive en Madrid.
De 2004 a 2015 ocupó el cargo de Consejero Cultural de la Embajada Argentina en España. Entre sus nombramientos y distinciones, fue nombrado por el gobierno español Comendador de la Orden de Isabel la Católica en el grado de Encomienda La Orden tiene por objeto premiar aquellos comportamientos extraordinarios de carácter civil, realizados por personas españolas y extranjeras, que redunden en beneficio de la Nación o que contribuyan, de modo relevante, a favorecer las relaciones de amistad y cooperación de la Nación Española con el resto de la Comunidad Internacional.
Es profesor honorario de la Universidad de Buenos Aires, de la Universidad de San Martín y en el año 2018 recibió el Doctorado Honoris Causa de la Facultad de Psicología de la Universidad Nacional de Rosario. Entre los años 1972 y 1976 publicó en esa ciudad varios libros de poesía; uno de ellos, Sobre hospicios y expertos navegantes, obtuvo el Premio Nacional de Poesía del Fondo de las Artes.
Durante la segunda mitad de los setenta formó parte de la avanzada del psicoanálisis lacaniano en España. Fundó grupos de psicoanálisis y la primera revista lacaniana de Madrid, Serie Psicoanalítica (1981).  Colaborador en la consolidación del Campo Freudiano en España, es miembro de la Escuela Lacaniana de Psicoanálisis del Campo Freudiano en España (ELP) y de la Asociación Mundial de Psicoanálisis (AMP), así como docente del Nuevo Centro de Estudios Psicoanalíticos.

## Obra y pensamiento
Psicoanalista de orientación lacaniana, varios libros de ensayo dan cuenta de su pensamiento, aunque sus inicios en la escritura fueron como poeta. Como orador, prodiga su palabra en conferencias, mesas redondas, clases, compartiendo escenario con intelectuales de la talla de Gianni Vattimo, Ernesto Laclau, Chantal Mouffe, Slavoj Zizek y Eugenio Trías entre otros.     
Autor semanal del diario online argentino Página12, desde 2017 dirige y produce, junto con Papo Kling, el blog y canal YouTube de entrevistas Punto de Emancipación.    

### Poesía
Entre los años 1972 y 1976 publicó en Buenos Aires los libros de poesía Invasiones y leyendas, Sobre hospicios y expertos navegantes, Iguanas y Patética. El segundo de estos libros obtuvo el Premio Nacional de Poesía del Fondo de las Artes. En 2008 vuelve a publicar un libro de poesía de título No saber, en 2017 escribe Río incurable, y en 2023 La hora del rechazo.

### Ensayo
Jorge Alemán convoca la atención, dentro del campo psicoanalítico, sobre una serie de autores y problemas que nunca antes se habían planteado desde los cruces que el autor propone. Alemán se encontró poniendo en práctica la antifilosofía desde el inicio; práctica antifilosófica que se instaura desde el psicoanálisis, y que consiste en convocar a la filosofía para atravesar su límite. Estas cuestiones, abordadas en varios escritos, se aúnan en el libro con el título Lacan: Heidegger, en 1998. Un decir menos tonto en 1989, resultó una mostración en acto de dicha práctica. Tanto los dos puntos del título Lacan: Heidegger, que tienen la función de separar y reunir al psicoanalista y al pensador, como la persecución del sentido de la frase en la que Lacan se interroga sobre la posibilidad de que el psicoanálisis pueda llegar a producir, respecto del goce, un decir menos tonto que los de la ciencia, la filosofía y la religión, constituían la fórmula antifilosófica.
Ya en 1992, al publicar el libro Cuestiones antifilosóficas en Jacques Lacan aborda las resonancias y las divergentes soluciones que el psicoanálisis proponía para algunos temas candentes de la filosofía.
En el libro Lacan en la razón posmoderna (2000), Jorge Alemán se apropia directamente de la antifilosofía, situando el momento inaugural de la misma en el descubrimiento freudiano. La experiencia subjetiva que inaugura, con el acontecimiento de la práctica del inconsciente, es antinómica con los ideales de la modernidad. Habiendo partido Freud de sus coincidencias con el programa moderno, se encontró en última instancia con el trabajo incesante de las pulsiones, viendo desbaratada toda ilusión de progreso hacia objetivos elevados. Freud resulta, a los ojos de Alemán un eminente crítico de la modernidad. El sentido -operación inherente a la filosofía de las luces- se ve mermado por una relación de conjunción/disyunción con la pulsión.
Finalmente, en su elucidación de la antifilosofía que adquiere su acuñación específica en la obra de Lacan, Jorge Alemán la lleva a confrontarse con la deconstrucción. Al situar a la pulsión como límite no deconstruible del psicoanálisis, se marca la diferencia entre este y lo que el caracteriza como el «giro religioso» de los discursos contemporáneos, correspondientes a la deconstrucción posheideggeriana.
En Inconsciente: existencia y diferencia sexual que incluye en el libro Lacan: Heidegger, planteará que solo accede a lo humano la existencia hablante, sexuada y mortal. Estas tres condiciones se anudan de tal forma que constituyen el requisito insoslayable de cualquier «poder ser» puesto en juego en el deseo humano. Las condiciones de esta experiencia no pueden ser ni captadas ni regidas enteramente por una conciencia reflexiva o por la identidad fundamental de un yo pensante. Se atiende en la obra a la cuestión fundamental de la estructura que se impone en la existencia a través de la lengua y, por tanto, al carácter de fractura, de desfondamiento, de herida esencial que la lengua impone a la existencia hablante, sexuada y mortal.
En su libro Notas antifilosóficas, Alemán plantea los puntos clave de lo que se puede llamar el «malestar en la civilización» en la actualidad, donde los dispositivos históricos se transforman en Sociedad de control, Sociedad del espectáculo, Discurso capitalista. Por otro lado, plantea u tema de gran actualidad -también para la clínica-, cuando el miedo se vuelve una constante de la vida cotidiana, miedo que domina es escenario público de la ciudad. El autor plantea que «en el miedo no solo nos protegemos: se nos da la posibilidad de saber “qué hacer” con una existencia que por estructura es injustificable y sin excusas».
Algunos de sus  libros publicados son Para una izquierda lacaniana (2009) y Lacan, la política en cuestión (2010). A los que hemos de sumar, entre otros principales: Soledad: Común. Políticas en Lacan (2012), recientemente reeditado en 2023 por NED Ediciones, así como la trilogía Capitalismo: Crimen perfecto o emancipación (2019), Pandemónium. Notas sobre el desastre (2020) e Ideología: Nosotras en la época, La época en nosotros (2021) -publicado en inglés por Routledge (2023)-. Su última obra de ensayo es Breviario político de psicoanálisis (2023). 

## Premios y distinciones

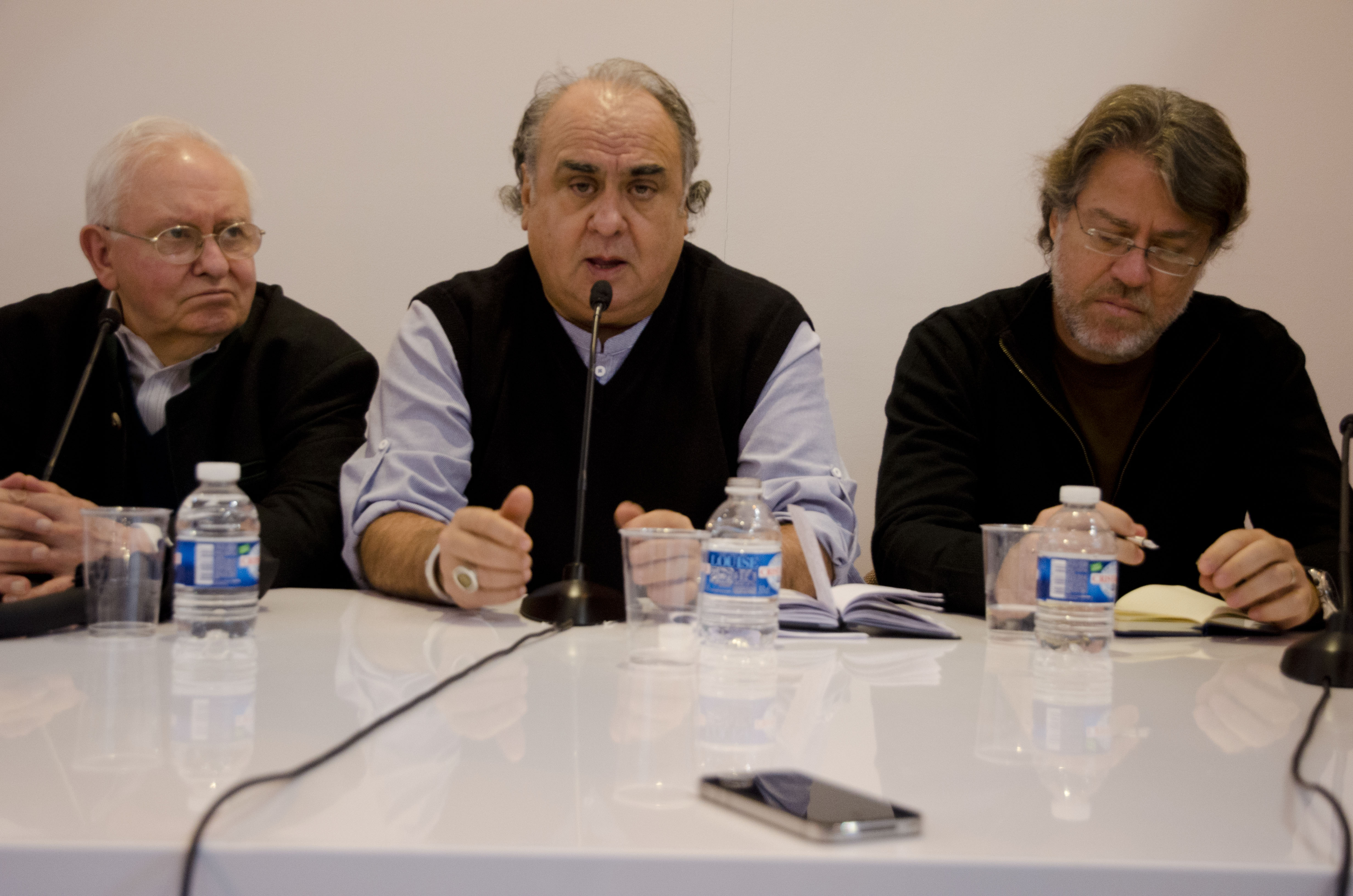
Ernesto Laclau, Jorge Alemán y Ricardo Forster en la conferencia Democracias populares en América Latina, realizada en el Salón del Libro de París, 2014.

- Condecorado por el Gobierno español con el título de comendador de la Orden de Isabel la Católica.
- Profesor honorario de la Universidad de Buenos Aires
- Premio Nacional de Poesía del Fondo de las Artes, 1974.[4]
- Profesor honorario de la Universidad Nacional de General San Martín[8]
- Profesor Honorario de la Universidad Nacional de Villa María.[9]

## Obras
- - 1972 - Invasiones y leyendas. Buenos Aires, El ojo subcutáneo ediciones.
  - 1974 - Sobre hospicios y expertos navegantes.
  - 1975 - Iguanas. Madrid, Ediciones Grupo Cero
  - 1981 - Patética.
  - 1985 - Lacan: el campo del goce
  - 1989 - Lacan: Heidegger. J. Alemán y S. Larriera, Madrid.
  - 1992 - Cuestiones antifilosóficas en Jacques Lacan. Buenos Aires, Atuel.
  - 1997 - La experiencia del fin. Psicoanálisis y metafísica. Madrid, Ediciones Miguel Gómez.
  - 1998 - Lacan: Heidegger. El psicoanálisis en la tarea del pensar. J. Alemán y S. Larriera. Madrid, Ediciones Miguel Gómez.
  - 2000 - Lacan en la razón posmoderna. Madrid, Ediciones Miguel Gómez.
  - 2001 - El inconsciente. Existencia y diferencia sexual. Madrid, Editorial Síntesis.
  - 2003 - Derivas del discurso capitalista. Notas sobre psicoanálisis y política. Madrid, Ediciones Miguel Gómez.
  - 2003 - Notas antifilosóficas, Buenos Aires, Gramma ed.
  - 2004 - Filosofía del límite e inconsciente. Conversación con Eugenio Trías. J. Alemán y S. Larriera. Madrid, Editorial Síntesis
  - 2006 - Existencia y sujeto. J. Alemán y S. Larriera. Madrid, Ediciones Miguel Gómez.
  - 2008 - Arte, ideología y capitalismo, de S. Zizek, J. Alemán y  C. Rendueles, Ed Pensamiento, Círculo de Bellas Artes.
  - 2008 - No saber. Madrid, Demipage.
  - 2009 - Desde Lacan: Heidegger. J. Alemán y S. Larriera. Madrid, Ediciones Miguel Gómez.
  - 2009 - Para una izquierda lacaniana.... Buenos Aires, Grama ed.
  - 2010 - Lacan, la política en cuestión. Buenos Aires, Grama ed.
  - 2012 - Soledad: Común. Políticas en Lacan. Madrid, Clave intelectual.
  - 2013 - Conjeturas sobre una izquierda lacaniana. Buenos Aires, Grama ed.
  - 2012 - Jacques Lacan y el debate posmoderno. Buenos Aires, Ediciones del Seminario.
  - 2014 - En la frontera. Sujeto y capitalismo. Barcelona, Gedisa editorial.
  - 2016 - Horizontes neoliberales en la subjetividad. Buenos Aires, Grama ed.
  - 2017 - Del desencanto al populismo. Encrucijadas de una época. J. Alemán y G. Cano. Barcelona, Ned Ediciones.
  - 2017 - Río incurable. Málaga, La Dragona - Miguel Gómez Ediciones.
  - 2017 - Solitudine: Comune. Per una sinistra lacaniana, Milano, Mimesis Edizioni.
  - 2018 - Lacan y el capitalismo. Introducción a la Soledad Común. Granada, Editorial Universidad de Granada.
  - 2019 - Capitalismo: Crimen perfecto o emancipación. Barcelona, Ned Ediciones.
  - 2020 - Pandemónium. Notas sobre el desastre. Barcelona, Ned Ediciones.
  - 2020 - Razón fronteriza y sujeto del inconsciente. Conversaciones con Eugenio Trías. J. Alemán y S. Larriera. Barcelona, Ned Ediciones.
  - 2021 - Ideología: Nosotras en la época, La época en nosotros. Barcelona, Ned Ediciones.
  - 2021 - Pandemonium. Appunti sul disastro, Roma, Castelvecchi editore.
  - 2021 - Capitalismo. Crimine perfetto o emancipazione. Roma, Castelvecchi editore.
  - 2023 - La hora del rechazo, Málaga, La Dragona - Miguel Gómez Ediciones.
  - 2023 - Breviario político de psicoanálisis. Barcelona, Ned Ediciones.
  - 2023 - Lacan and Capitalist Discourse, Neoliberalism and Ideology. Abingdon / New York, Routledge.
  - 2025 - Punto de emancipación. Conversaciones frente a un horizonte posdemocrático. Jorge Alemán y Papo Kling (eds), España, NED Ediciones.
  - 2025 - Ultraderechas. Notas sobre la nueva deriva neoliberal, España, NED Ediciones.